# Томас де Бошан, 11-й граф Ворік
Томас де Бошан (англ. Thomas de Beauchamp; 14 лютого 1313 — 13 листопада 1369) — 11-й граф Ворік з 1315, английский воєначальник під час Столітньої війни, маршал Англії з 1343/1344, син Гі де Бошана, 10-го графа Воріка, і Еліс де Тосні, дочки Ральфа VII де Тосні.

## Життєпис
У 1315 році помер батько Томаса, Гі де Бошан, 10-й граф Ворік. У цей час Томас був ще немовлям. Він мав успадкувати титул графа Воріка, опікуном його під час правління короля Едуарда II був Х'ю Диспенсер Старший, 1-й граф Вінчестер. Після повалення Едуарда II 1326 року опіка над Томасом була передана Роджеру Мортімеру, 1-му графу Марча. Близько 1328 року Роджер одружив Томаса на одній зі своїх дочок, Кетрін. Незабаром Томас, хоча він ще не був повнолітнім, отримав королівський дозвіл самому керувати своїми володіннями.
У 1342 році Томас брав участь в поході англійської армії під командуванням графа Дербі Генрі Гросмонта до Шотландії, де вона тримала в облозі Лохмабен.
У 1343/1344 році король Едуард III призначив Томаса маршалом Англії.
У 1346 році Томас в складі армії короля Едуарда III висадився у Франції. Під час висадки в Ла Хоге він зі своїм зброєносцем і 6 лучниками атакував загін з 100 французів, який намагався перешкодити висадці. В результаті 60 французів було вбито, інші втекли. Це дозволило іншим англійцям висадитися на берег.
26 серпня в битві при Кресі Томас був фактичним командиром правого флангу англійської армії, яким номінально командував старший син короля Едуарда III — Едуард Чорний Принц. У вересні 1346 — серпні 1347 року Томас брав участь в облозі і захопленні Кале.
У 1348 році Томас разом з молодшим братом Джоном став одним з лицарів-засновників Ордену Підв'язки.